# Glacier des Martinets
Pour les articles homonymes, voir Martinet.
Le glacier des Martinets est un glacier des Alpes vaudoises situé dans le vallon de Nant. Entre 1973, date de la dernière mesure, et 2013, le glacier a très fortement régressé.

## Toponymie
L'étymologie de Martinet n'est pas certaine, elle pourrait provenir de martenet, terme par lequel on désignait la forge, parfois l'atelier du cloutier. Il est cependant plus probable qu'il s'agisse d'un diminutif de martî, « la dent, la molaire » en patois. Ce terme désignait alors la pointe homonyme. Mais il pourrait également s'agir d'un diminutif de « marais », terme qui proviendrait alors du pied du glacier.

## Géographie
Le glacier des Martinets est situé à l’extrémité sud du vallon de Nant dans un cirque glaciaire dominé par la dent Favre, la tête Noire, les dents de Morcles et la pointe des Martinets. Il est la source de l'Avançon de Nant.
Son axe d’épanchement, sud-ouest nord-est, suit l'axe général de la vallée. Le sommet du glacier culmine vers 2 700 mètres d'altitude au pied des dents de Morcles et le front du glacier se trouve à une altitude d'environ 2 300 mètres.
Sa situation, au nord de parois rocheuses de plusieurs centaines de mètres de haut, lui permet de subsister.

## Évolution
Le glacier s'est allongé de plus de 96 mètres entre 1894 et 1975, date de la dernière mesure. Au début du XXIe siècle, le glacier a presque totalement disparu. Il ne subsiste plus que la partie au plus proche des parois nord du cirque glaciaire.